# Чотън
Чотън е село и кметство в Източен Хемпшир, Англия.
Селото е разположено в границите на Национален парк „Саут Даунс“ и е известно с това, че Джейн Остин прекарва там последните 8 г. от живота си.
Населението на Чотън през 2000 г. е ок. 380 души. Селото е част от района Даунланд, в който живеят 2149 души.

## История

### История на селото
Най-старите данни за Чотън са от преброявянето на Уилям Завоевателя през 1086 г. През ХІІІ в. в селото има кралска резиденция. Собственикът Джон Сейнт Джон е представител на английския крал Едуард I в Шотландия. Хенри III отсяда в резиденцията повече от 40 пъти.
Потомците на Джон Найт, който построява оцелялата до днес господарска къща Чотън Хаус по времето на испанската Армада (1588), променят ландшафта в крак с промените в политиката, религията и вкусовете. Сред тези потомци е Елизабет Найт, която е била приветствана с камбанен звън и чиито 2 съпрузи са приели нейната фамилия. По-късно през ХVІІІ в. братът на Джейн Остин, Едуард, е осиновен от сем. Найт и наследява имотите, което му позволява да премести майка си и сестрите си в къща в селото.

### Джейн Остин
Къщата, в която Остин живее – Чотън Котидж, е превърната в Къща музей на Джейн Остин и се посещава около 30 000 души годишно. Джейн живее тук с майка си и сестра си Касандра от 7.7.1809 до май 1817, когато се мести в Уинчестър за лечение. Тя умира в Уинчестър на 18 юли 1817 г.
Остин публикува 4 от творбите си, докато живее в Чотън.
Между експонираните в Чотън Котидж вещи на писателката са пиано Clementi от ок. 1810 г. и писалище, изработено от майстора Джордж Хепълуайт, с няколко от нейните творби.
В началото на ХХ в. къщата е отдадена под наем на работнически клуб.

## Туристически атракции

### Чотън Котидж
„Чотън Котидж“, къщата на Джейн Остин с прилежащата ѝ градина, са отворени за публиката.

### Чотън Хаус
Чотън Хаус е господарска къща от времето на Елизабет I, по-късно собственост на Едуард Остин, брат на Джейн. Къщата и прилежащите ѝ 275 дка земя са възстановени по международен проект за установяването на нов Център за изследвания на писателки от периода 1600 – 1830 г. Събрани са над 9000 тома материали, заедно с ръкописи. Посетителите могат да видят връзката между библиотеката, къщата, имението и селскостопанската ферма от ХVІІІ и ранния ХІХ в.
През 1992 г. къщата е взета на лизинг за 125 г. от Сандра Лернер, съоснователка на Cisco Systems, за сумата от 1,25 милиона лири.

### Църква „Св. Николай“
Чотън има само 1 църква – „Сейнт Никълъс“ (Св. Николай). Църквата е била на това място поне от 1270 г., когато е спомената в диоцезки документи. През 1871 г. пожар унищожава всичко освен олтара. Църквата е възстановена по план на архитекта сър Артър Бломфийлд.
Гробището на църквата е запазено за членовете на рода Найт и включва гробовете на майката и сестрата на Джейн Остин.

## Услуги
Единственото училище в Чотън е началното училище на Англиканската църква, което е подчинено на Уинчестърския диоцез и е свързано с църквата „Сейнт Никълъс“. Приемат се деца от 4 до 11-годишна възраст. Училището съществува от около 1840 г. и е разположено срещу селската морава и игрището за крикет.
В Чотън няма магазини. Чайната Cassandra's Cup („Чашата на Касандра“) е на Уинчестър Роуд и носи името на сестрата на Джейн Остин. На същата улица е разположен The Greyfriar, традиционен пъб с дъбови греди, усамотена градина и голям паркинг. На Уинчестър Роуд е и сградата на кметството.
До Госпорт Роуд е селската морава с игрището за крикет и чотънския крикет клуб.

### Транспорт
Чотън има 2 пътя. Единият води до А31 и А32, а другият до А339/B3006 Селборн Роуд.
Най-близката железопътна гара е Алтън, разположен на ок. 3 км североизточно от селото.
През селото минават 3 автобусни линии:
- автобус 38 – от Алтън до Питърсфийлд,
- автобус 64/X64 – от Алтън до Уинчестър,
- автобус 205 – от Холиборн до Ийст Тистед.